# 埃利奧特 (愛荷華州)
埃利奧特（英語：Elliott）是一個位於美國愛荷華州蒙哥馬利縣的城市。

## 地理
埃利奧特的座標為41°08′56″N 95°09′43″W / 41.14889°N 95.16194°W，而該地的平均海拔高度為329米（即1073英尺）。

## 人口
根據2010年美國人口普查的數據，埃利奧特的面積為1.09平方千米，當中陸地面積為1.09平方千米，而水域面積為0.00平方千米。當地共有人口350人，而人口密度為每平方千米321人。